# Turbine

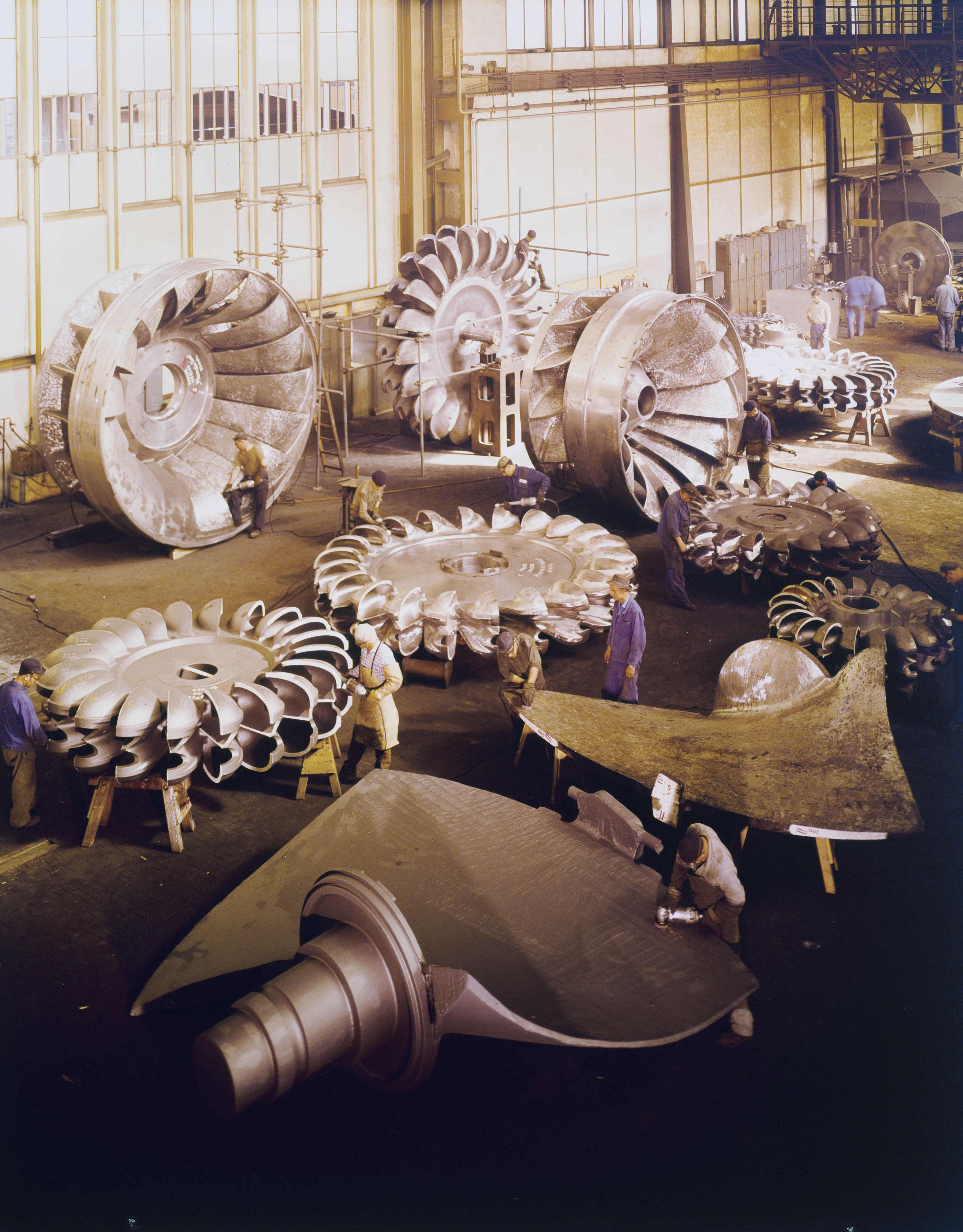
Drei Wasserturbinentypen: Kaplanschaufel (vorne), Peltonrad (Mitte), Francis-Turbine (hinten links)

Eine Turbine ist eine rotierende Strömungsmaschine, die das Abfallen der inneren Energie eines strömenden Fluides (Flüssigkeit oder Gas) in mechanische Rotationsenergie umwandelt, die sie über ihre Welle überträgt.
Dem Fluidstrom wird durch die möglichst wirbelfreie (laminare) Umströmung der Turbinenschaufeln ein Teil seiner inneren Energie (meistens vor allem bestehend aus Bewegungs-, Lage- und Druckenergie) entzogen, der auf die Laufschaufeln der Turbine übergeht. Über diese wird dann die Turbinenwelle in Drehung versetzt, die nutzbare Leistung wird an eine angekuppelte Arbeitsmaschine, wie beispielsweise an einen Generator, abgegeben.
Gasturbinen, Dampfturbinen und Wasserkraftturbinen für Kraftwerke (stationäre Anwendung) sowie Flugzeugtriebwerke (mobile Anwendung) gehören zu den leistungsfähigsten Maschinen. Dabei werden Gasturbinen-Leistungen bis zu knapp 600 MW mech erreicht.
Die nutzbare Dampfturbinen-Leistung erreicht heute in den größten Kernkraftwerken fast 1,8 Gigawatt (Kernkraftwerk Olkiluoto/Finnland), wobei bei großen Leistungen die Dampfturbine aus mehreren Einzel-Dampfturbinen (Hoch-, Mittel- und Niederdruckturbine(n)) besteht.
Wasserkraftturbinen (Francis-Turbine) können über 700 MW erreichen.
Flugzeugtriebwerke (Düsentriebwerke), die umgangssprachlich auch Turbine genannt werden, können eine Schubkraft bis zu 510 kN erreichen.

## Begriff
Der Begriff Turbine wurde vom französischen Ingenieur Claude Burdin (1788–1873) geprägt und leitet sich vom lateinischen turbare ‚drehen’ ab.

## Grundlagen

### Theorie

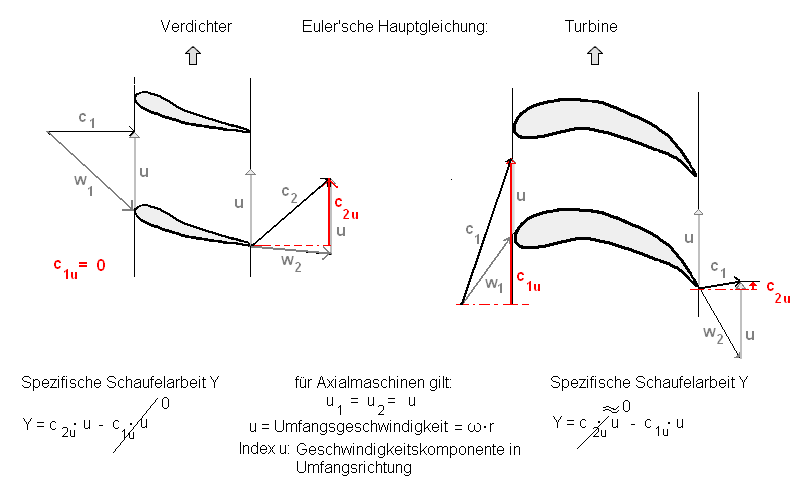
Anwendung der Eulerschen Turbinengleichung auf axial durchströmte Maschinen

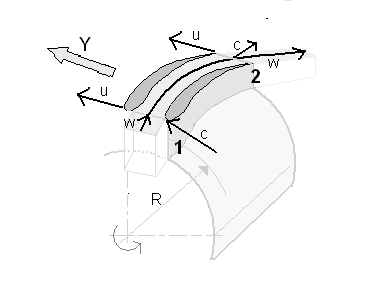
Perspektivische Darstellung der physikalischen Größen zur Eulerschen Turbinengleichung

Die theoretischen Fundamente zur Berechnung eines beliebigen Turbinentyps wurden bereits im 18. Jahrhundert durch Leonhard Euler gelegt.

### Eulersche Turbinengleichung
Die Grundlage der Eulerschen Turbinengleichung findet sich in der Erhaltung des Drehimpulses eines Stoffstromes in einem geschlossenen System:
{\displaystyle D=m\cdot v\cdot r}
Die Änderung des Impulses innerhalb eines Teilsystemes (hier: die Turbinenschaufeln) erzeugt ein Drehmoment um das Zentrum der Turbine:
{\displaystyle M={\frac {dD}{dt}}={\frac {dc}{dt}}\cdot r\cdot m}
Sinnvollerweise können nur Anteile der Strömungsgeschwindigkeit des Fluids einen Anteil zum Drehmoment liefern, die senkrecht im Sinne des Hebelgesetzes zum Turbinendrehpunkt stehen. Solche Anteile werden mit dem Index u gekennzeichnet.
Eine Integration der Formel liefert folgendes Ergebnis:
{\displaystyle \int _{t_{1}}^{t_{2}}M\cdot dt=m\cdot r\cdot \int _{1}^{2}dc_{u}}
Aus dem Zusammenhang zwischen Drehmoment, der Drehzahl {\displaystyle n} und der Leistung {\displaystyle P} errechnet sich:
{\displaystyle P=M\cdot 2\cdot \pi \cdot {n}=M\cdot \omega }
{\displaystyle P={\frac {m\cdot r\cdot \omega \cdot dc_{u}}{dt}}={\frac {m\cdot u\cdot dc_{u}}{dt}}}
mit {\displaystyle u} als der größtmöglichen Umfangsgeschwindigkeit in einem betrachteten Querschnitt.
Eine erneute Integration liefert
{\displaystyle P={\dot {m}}\cdot {\int _{1}^{2}u\cdot dc_{u}}} bzw.
{\displaystyle {\frac {P}{\dot {m}}}={\int _{1}^{2}u\cdot dc_{u}}=\mathbf {Y} }
Die letzte Gleichung wird Eulersche Turbinengleichung genannt. Ihre Lösung ergibt sich zu:
{\displaystyle Y=u_{2}\cdot c_{u2}-u_{1}\cdot c_{u1}}
{\displaystyle Y} ist hier die spezifische Schaufelarbeit, {\displaystyle u} die Umfangsgeschwindigkeit der sich drehenden Schaufelspitze am Eintritt (Index 1) und Austritt (Index 2), desgleichen die nutzbare Fluidgeschwindigkeit {\displaystyle c_{u}} am Ein- und Austritt.
In der Wirklichkeit muss für die überschlägige Turbinenauslegung auch noch mit den Reibungsverlusten des strömenden Fluids gerechnet werden.

## Technik

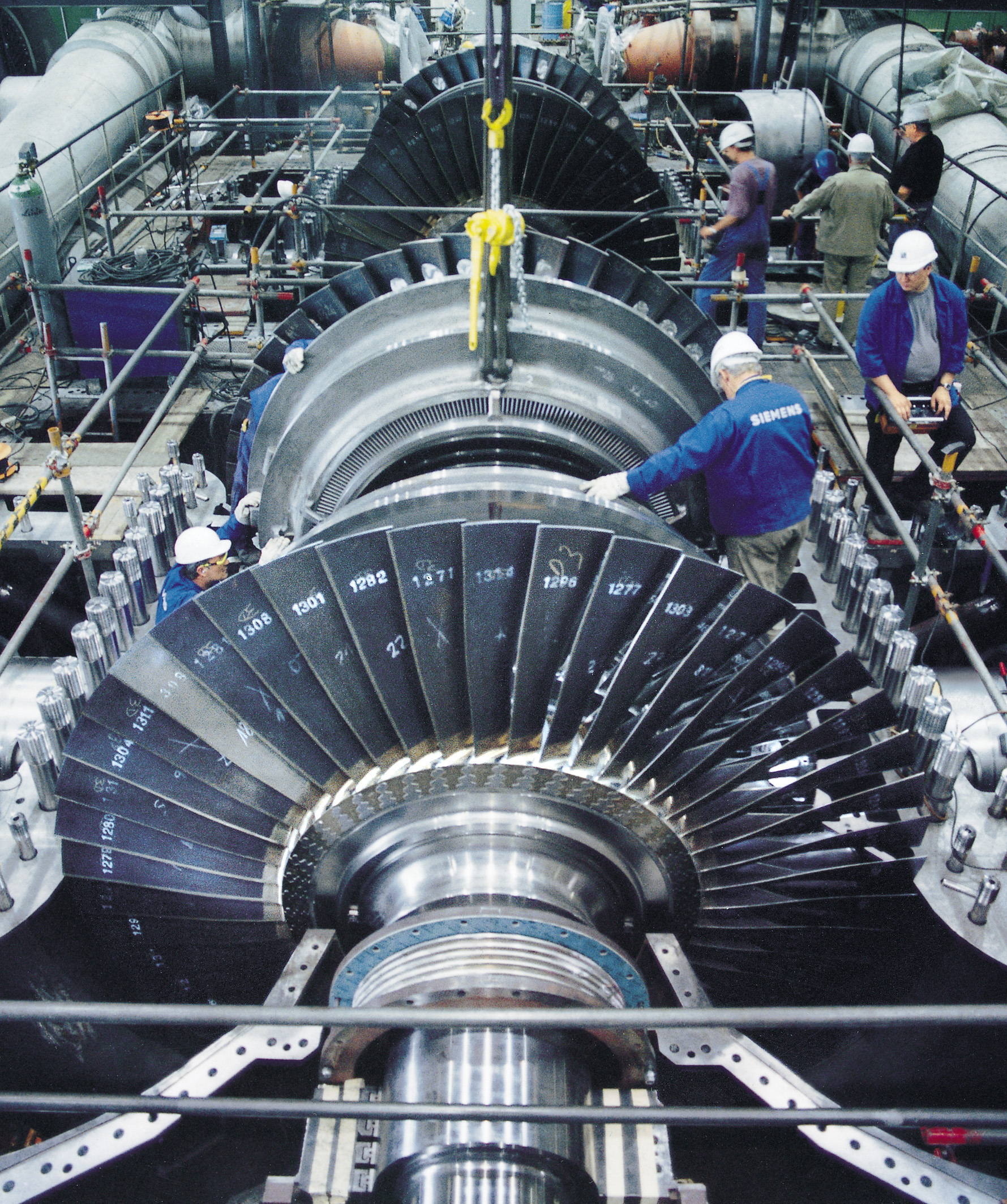
Montage einer Dampfturbine

In der Regel sind mehrere Schaufelräder (mit ihren Laufschaufeln) auf einer Welle (Nabe) angebracht. Zusammen mit den zugehörigen (Leitschaufeln) im Gehäuse entstehen die sogenannten Schaufelstufen. Die Schaufeln sind gekrümmt profiliert, ähnlich einer Flugzeugtragfläche.
Sind Turbinen in einem durchströmten Gehäuse montiert, dann befindet sich vor jeder Laufradstufe ein Leitrad. Die Leitschaufeln ragen vom Gehäuse in das strömende Medium hinein und erteilen ihm einen Drehimpuls (Drall). Der im Leitrad erzeugte Drall (kinetische Energie) wird im darauffolgenden Laufrad möglichst vollständig abgebaut, um die Welle, auf der die Laufradschaufeln über die Nabe montiert sind, anzutreiben. Die Rotation der Welle kann genutzt werden, um zum Beispiel einen Generator anzutreiben. Letztlich wird so die mechanische Strömungsenergie von Wasserkraft, Dampf oder Luft in elektrische Energie überführt. Leitrad und Laufrad zusammen bezeichnet man als Stufe. Bei Gas- und besonders bei Dampfturbinen sind mehrere solcher Stufen hintereinandergeschaltet, Wasserturbinen sind einstufig ausgeführt. Da das Leitrad stillsteht, können seine Leitschaufeln sowohl am Gehäuseinneren als auch am Gehäuseäußeren befestigt sein, und somit für die Welle des Laufrads ein Lager anbinden.
Frei stehende Turbinen (zum Beispiel bei Windkraftanlagen) haben in der Regel kein Leitrad und nur eine Stufe. Maßgeblich für die Stufeneinteilung sind die Laufräder – jedes ist Grundlage einer eigenen Stufe.
Turbinen können direkt mit schnell umlaufenden Generatoren gekoppelt sein, die die mechanische Rotationsenergie in elektrische Energie umwandeln. Diese schnell umlaufenden, niederpoligen Generatoren werden auch Turbogeneratoren genannt. Eine Zusammenstellung aus Turbine und Turbogenerator heißt Turbosatz.
Wird eine Turbine mithilfe eines Verdichters und eines Verbrennungssystems für Gas oder Öl angetrieben, nennt man das Gesamtsystem eine „Gasturbine“. Gasturbinen werden zum Beispiel in Flugzeugen, Schiffen oder in Gas- und Ölkraftwerken verwendet. Turbinen-Strahltriebwerke sind Gasturbinen, die Flugzeuge ganz oder teilweise durch den Rückstoß ihrer beschleunigten Abgase antreiben (Schub). Mantelstromtriebwerke erzeugen einen größeren Teil des Schubes durch ein turbinengetriebenes Gebläse („Fan“).

### Sonderfälle
Es gab Windturbinen, die mit nur einem Rotorblatt (und einem Gegengewicht) ausgeführt wurden, die sogenannten Einflügler.
Die Ljungströmturbine ist eine Bauform einer Dampfturbine, die ohne Leitschaufeln auskommt. Die radial von innen nach außen durchströmte Turbine besteht aus zwei ineinandergreifenden Hälften, die in entgegengesetzter Richtung drehen. Dabei wirken die Laufradschaufeln der einen Hälfte als Leitschaufeln der anderen Hälfte.
Bei der Pelton- und der Lavalturbine ist der Leitapparat auf eine oder mehrere Düsen reduziert.

## Typologie
Turbinen werden nach verschiedenen Antriebsmedien unterschieden:
1. 1. kompressible Fluide (thermisch)
  - Gasturbine
  - Dampfturbine
  - Strahltriebwerk
  - Mikro-Gasturbinen

1. 2. kompressible Fluide (nicht thermisch)
  - Expansionsturbine
2. inkompressible Fluide (hydraulische Strömungsmaschine)
  - Wasserturbinen
  - Windkraftanlagen

### Bauartbedingte Unterscheidungen
Anströmungsrichtung des Mediums
- axiale Bauart (zum Beispiel Kaplan-Turbine)
- tangentiale Bauart (zum Beispiel Tesla-Turbine, Pelton-Turbine)
- radiale Bauart (zum Beispiel Ljungströmturbine, Francis-Turbine)

### Verhältnis Fluiddruck Eintritt zu Austritt
- Überdruck- oder Reaktionsturbine
- Gleichdruck- oder Aktionsturbine